# Curtiss (Wisconsin)
Curtiss è un comune degli Stati Uniti, situato in Wisconsin, nella Contea di Clark.